# Ndue Përlleshi
Ndue Përlleshi (ur. 1908 w Paskalicy, zm. 29 sierpnia 1949) – kosowski partyzant, działacz Balli Kombëtar, bohater narodowy Kosowa.

## Życiorys
Podczas II wojny światowej minister spraw wewnętrznych Albanii, Mark Gjon Marku, mianował Përlleshiego burmistrzem miejscowości Vogovë leżącej na terenie Kosowa; w 1944 roku był również burmistrzem miejscowości Bec oraz Budisalc. W tym czasie do Përlleshiego przybył Shaban Haxhiu - dowódca jednej z partyzanckich brygad komunistycznej Armii Narodowo-Wyzwoleńczej, który dobrze znał jego działalność; podczas spotkania Përlleshi zastrzelił go.
W sierpniu 1945 roku wraz ze swoimi współpracownikami spotkał się z 2000 bojownikami Balli Kombëtar walczącymi na terenie Kosowa.
10 lipca 1946 w miejscowości Hereq miał miejscie V Kongres Balli Kombëtar, w którym Përlleshi uczestniczył.
Do 1948 roku prowadził walki partyzanckie z wojskiem jugosłowiańskim, następnie przekroczył granicę z Albanią, gdzie również prowadził walki partyzanckie, podczas których prawdopodobnie zginął.